# Matucana (Band)
Matucana war eine chilenisch-deutsche, in Köln beheimatete Jazz-Fusion-Formation. Der musikalische Stil der Band verbindet Anden-Folklore mit jazziger Improvisation.
Die 1996 gegründete Gruppe hatte ihren Durchbruch 1999 auf den Leverkusener Jazztagen und trat seitdem auf zahlreichen Festivals auf.

## Zusammensetzung
Neben den beiden Gründern, Pablo Paredes (Piano) und Sergio Terán (Flöten, Saxophon) gehörten ab 1997 André Nendza (Bass) und Uli Krämer (Schlagzeug) zur Band. Die Gruppe hat auf ihren CDs, aber auch in Konzerten immer wieder mit anderen Musikern zusammengearbeitet, darunter besonders erwähnenswert: Charlie Mariano (Saxophon), Alex Acuña (Percussion) sowie Quique Sinesi, ein durch seine Zusammenarbeit mit Dino Saluzzi bekannter argentinischer Gitarrist und Charango-Spieler.

## Veröffentlichungen
- Matucana Ritual, Ana-Record 1999
- Isla Negra, Crecycle Music 2002